# 아모가바즈라

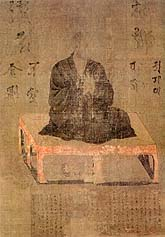

아모가바즈라(산스크리트어: अमोघवज्र) 또는 불공금강(不空金剛), 불공(不空: 705~774)은 당나라 시대 불교승이자 밀교 경전의 역경자다. 그는 밀교의 제6대조다.
실론(일설에는 북인도)에서 태어나 720년(개원 8년)에 스승인 금강지(金剛智)를 따라 남중국해를 경유하여 중국의 뤄양(洛陽)에 왔다. 이후 약 30년간 금강지에게서 밀교를 배우고 산스크리트어와 중국어의 재능을 살려 스승의 역경사업을 도왔다.
금강지가 입적한 뒤 그의 유지를 받들어 함광(含光) 등과 함께 실론 · 인도에 건너갔다. 우선 실론의 보현아사리에게서 비법을 배우고 뒤이어 인도 각지를 돌아다니면서 많은 산스크리트어 경전과 밀교 경전을 구하고서 746년(천보 5년)에 장안으로 돌아왔다. 그 후 당 현종(玄宗) · 숙종(肅宗) · 대종(代宗)의 3대에 걸쳐 후한 대접을 받고 대흥선사(大興善寺)에서 역경에 전념하였다.
《금강정경(金剛頂經)》을 비롯해 110부 143권을 번역하고 후세에 4대번역가의 한 사람으로 손꼽히게 되었다.
그는 역경뿐만 아니라 수법(修法)과 관정(灌頂)도 행하고 밀교의 포교에 노력하였다. 그 제자는 함광(含光) · 혜초(慧超) · 혜과(惠果) · 혜랑(慧朗) · 원교(元皎) · 각초(覺超) 등 여섯 사람의 상족(上足)이 있다.

## 참고 문헌
- 이 문서에는 다음커뮤니케이션(현 카카오)에서 GFDL 또는 CC-SA 라이선스로 배포한 글로벌 세계대백과사전의 내용을 기초로 작성된 글이 포함되어 있습니다.